# The Resistance Tour
Tournées par Muse
Black Holes and Revelations Tour 
(2006-2008) The Second Law Tour 
(2012-2014.)
The Resistance Tour est la tournée mondiale de promotion de The Resistance, le cinquième album studio du groupe anglais de rock alternatif Muse. Celle-ci a compté 129 dates, dont 59 aux États-Unis et 12 en France, entre autres. Elle a débuté en Europe le 22 octobre 2009, et s’est terminée en décembre 2010 en Australie. En 14 mois, le  groupe a rassemblé plus de 1,5 million de spectateurs à travers 26 pays et remplit de nombreux stades dont deux Stade de France les 11 et 12 juin, et ont rapporté une somme de plus de 33 millions de dollars selon le manager.

## La Scène

### A Sea-side Rendez-Vous, le retour
Les 4 et 5 septembre 2009, Muse remonte sur scène après plus d'un an de totale absence en live. Le premier concert de la tournée promotionnelle de The Resistance a lieu sur un site symbolique puisqu'il s'agissait du square de Teignmouth, ville natale du trio, lieu où ils n'avaient plus joué depuis 10 ans. La scène a été créée par le créateur Misty Buckley. L'ambiance du concert était celle d'un cirque avec des ballons, des échassiers, etc.

### Description de la scène, une scène à 360°
En septembre, Dominic Howard révèle partiellement le contenu et le design de la scène pour les dates européennes : il s'agira de plusieurs cubes qui « flotteront » en l'air. Trois seraient plus gros et recouverts de DEL qui formeraient des écrans. Les musiciens seront placés sur ces derniers. La scène est une scène à 360° ce qui a permis de remplir la totalité des gradins.

### La scène pour les « grands stades »
Dès la fin du printemps 2010, Muse a entamé la tournée des stades de 80 000 à 95 000 personnes, The European Tour 2010. La scène est donc digne du concert et très développée, notamment pour accueillir un « gros » orchestre symphonique. Il est donc l'occasion, pour le groupe d'y interpréter, en entier, la pièce symphonique Exogenesis de un quart d'heure sur scène ; ainsi que d'autres chansons arrangées en version symphonique. Toutefois, lors de leur prestation à Berne, aucun orchestre n'était présent.
Le design de la scène est révélé en photo sur le site officiel fin mai et par une vidéo volée lors des répétitions du groupe. La scène se compose donc d'une gigantesque structure métallique triangulaire qui pointe vers la fosse. Cette structure est comme à l'habitude recouverte de toutes parts par des écrans à DEL. Cette disposition est dévoilée officiellement pour la première fois lors du concert ouverture de la tournée, le 2 juin 2010 au Stade de Suisse à Berne. À l'instar du HAARP Tour, des acrobates dansent suspendus à des montgolfières. 
Sur le devant de la scène, une plate-forme hexagonale et montée sur vérins permet à tout le groupe de s'élever au-dessus de la foule.
Le 1er avril 2010 et ce jusqu'à la fin du mois, le groupe a organisé sur leur site officiel, un sondage à l'attention des fans afin qu'ils puissent choisir trois des chansons de la playlist pour chaque concert du 27 mai au Portugal, au 11 septembre à Londres.

### Membres présents sur scène
- Matthew Bellamy : chant, guitare, piano, claviers.
- Dominic Howard : batterie, percussions.
- Christopher Wolstenholme : basse, guitare, chœurs.
- Morgan Nicholls : claviers et samples.

## Programme
| Pré-Shows, Set principal : 1. Uprising 2. Map of the Problematique 3. Supermassive Black Hole 4. Resistance 5. Interlude + Hysteria 6. New Born 7. Feeling Good 8. United States of Eurasia 9. Cave 10. Popcorn (reprise de Gershon Kingsley) 11. Starlight 12. Undisclosed Desires 13. Time Is Running Out 14. Unnatural Selection Encore : 1. Stockholm Syndrome 2. Plug In Baby 3. Man with a Harmonica + Knights of Cydonia Cave a été jouée pour la première fois depuis 8 ans, à la version piano. Note : À la setlist se rajoute de nombreuses chansons qui sont en option et qui changent au fil des dates. | Première partie européenne, américaine et océanienne, Set principal : 1. Uprising 2. Resistance 3. New Born 4. Map of the Problematique 5. Supermassive Black Hole - Guiding Light - MK Ultra - Butterflies and Hurricanes - Bliss - Citizen Erased - Dead Star 6. Interlude + Hysteria 7. Nishe + United States of Eurasia - Cave - Feeling Good - Sunburn - Can't Take My Eyes off You - Ruled by Secrecy - Unintended - Guiding Light 8. Helsinki Jam + Undisclosed Desires 9. Starlight 10. Plug In Baby 11. Time Is Running Out 12. Unnatural Selection Encore : 1. - Exogenesis: Symphony Part 1 (Overture) - Back in Black (Feat. Nic Cester de Jet) 2. Stockholm Syndrome 3. Man with a Harmonica + Knights of Cydonia | Europe (stades) Set principal : 1. Uprising 2. Supermassive Black Hole 3. New Born - Map of the Problematique - MK Ultra - Neutron Star Collision (Love is Forever) - Butterflies and Hurricanes - MK Ultra 4. Guiding Light - Bliss 5. Interlude + Hysteria 6. Nishe + United States of Eurasia - I Belong to You 7. Feeling Good 8. MK Jam + Undisclosed Desires 9. Resistance 10. Starlight 11. Time Is Running Out 12. Unnatural Selection Encore 1 : 1. - Unintended - Soldier's Poem - Exogenesis: Symphony Part 1 (Overture) - Citizen Erased 2. Stockholm Syndrome Encore 2 : 1. Take a Bow 2. Plug In Baby 3. Man with a Harmonica + Knights of Cydonia |

## Projets et réalisations lors de la tournée
- Muse a repris lors du Big Day Out festival, le tube planétaire Back in Black du groupe australien AC/DC en janvier 2010.
- Matthew Bellamy déclare en février vouloir faire un duo musical avec Bono, leader de U2 lors du festival de Glastonbury, le 26 juin 2010.
- Le leader déclare également en février vouloir reprendre lors de ce même festival, le tube Imagine de John Lennon.
- La scène pour la tournée des grands stades, comme leur double au concert au Stade de France, est inspirée par le livre 1984 de George Orwell, livre ayant déjà servi plusieurs fois de référence durant l'écriture de leur dernier album, The Resistance.
- Le 27 mars 2010, Zégut annonce via son blog que le groupe se produira sur la scène du Casino de Paris pour un show privé le 25 mai 2010[11],[12] devant un public de 2 000 personnes seulement.
- Tout au long du mois d'avril 2010, le groupe propose à ses fans de choisir parmi la discographie complète, trois titres anciens (ou non) qu'ils souhaiteraient voir réapparaitre sur scène. En effet leurs chansons devenant nombreuses, certains tubes des années 2000 ne sont actuellement plus joués.
- En avril 2010, une radio française annonce qu'une chanson est en train d'être enregistrée en studio pour être jouée sur scène lors des concerts d'été notamment au stade de France et sera interprétée avec une toute nouvelle guitare double manche. Cette chanson est le titre inédit de Twilight III, Neutron Star Collision (Love is Forever).
- Une toute nouvelle guitare est dévoilée lors du concert au Casino de Paris, le 25 mai 2010, la Casinocaster.
- Le 26 juin 2010 au festival de Glastonbury, Muse interprète Where The Streets Have No Name de U2, en compagnie du guitariste et second chanteur du groupe U2 : The Edge. Une sorte d'hommage au groupe irlandais puisqu'il était prévu de les voir jouer sur la scène de Glastonbury avant que ce ne soit annulé.
- Le 15 juillet 2010, le trio anglais a donné un concert aux Vieilles Charrues. Le concert a failli être annulé en raison du mauvais temps. Mais Muse a voulu quand même jouer pour leur seul festival français. À son arrivée sur scène, le chanteur, Matthew Bellamy, est arrivé avec un ciré et un parapluie.
- Le groupe est menacé d'être privé de concert en Australie pour une durée de cinq ans puisque le bassiste, Chris Wolstenholme, a fumé sur scène au concert de Melbourne au Rod Laver Arena, et ce malgré les interdictions très strictes à ce sujet. De plus Matthew Bellamy aurait appelé les fans à exécuter un pogo alors que ceci est interdit en Australie depuis la mort d'une jeune fille en 2001[13]. Menaces finalement levées.
- En décembre, pour les fêtes de fin d'année, le groupe propose sur son site officiel deux live des concerts à Wembley avec Uprising et Citizen Erased. L'utilisateur peut « gérer » 8 caméras à 360 degrés.

## Dates
| Date                                                     | Ville                        | Pays               | Salle                                        | 1re partie                                      |
| -------------------------------------------------------- | ---------------------------- | ------------------ | -------------------------------------------- | ----------------------------------------------- |
| Pré-shows                                                |                              |                    |                                              |                                                 |
| 4 septembre 2009                                         | Teignmouth                   | Royaume-Uni        | The Den                                      | Aucune                                          |
| 5 septembre 2009                                         | Teignmouth                   | Royaume-Uni        | The Den                                      | Aucune                                          |
| 7 septembre 2009                                         | Berlin                       | Allemagne          | Admiralspalast                               | Aucune                                          |
| 8 septembre 2009                                         | Paris                        | France             | Théâtre du Châtelet                          | Aucune                                          |
| Amérique du Nord (première partie du U2 360° Tour de U2) |                              |                    |                                              |                                                 |
| 24 septembre 2009                                        | New York                     | États-Unis         | Giants Stadium                               | Aucune                                          |
| 25 septembre 2009                                        | New York                     | États-Unis         | Giants Stadium                               | Aucune                                          |
| 29 septembre 2009                                        | Washington                   | États-Unis         | FedEx Field                                  | Aucune                                          |
| 1er octobre 2009                                         | Charlottesville              | États-Unis         | Scott Stadium                                | Aucune                                          |
| 3 octobre 2009                                           | Raleigh                      | États-Unis         | Carter-Finley Stadium                        | Aucune                                          |
| 6 octobre 2009                                           | Atlanta                      | États-Unis         | Georgia Dome                                 | Aucune                                          |
| 9 octobre 2009                                           | Tampa                        | États-Unis         | Raymond James Stadium                        | Aucune                                          |
| 12 octobre 2009                                          | Dallas/Arlington             | États-Unis         | Cowboys Stadium                              | Aucune                                          |
| 14 octobre 2009                                          | Houston                      | États-Unis         | Reliant Stadium                              | Aucune                                          |
| Europe                                                   |                              |                    |                                              |                                                 |
| 22 octobre 2009                                          | Helsinki                     | Finlande           | Artwell Arena                                | The Horrors                                     |
| 24 octobre 2009                                          | Stockholm                    | Suède              | Hovet                                        | The Horrors                                     |
| 25 octobre 2009                                          | Oslo                         | Norvège            | Spektrum Arena                               | The Horrors                                     |
| 26 octobre 2009                                          | Copenhague                   | Danemark           | Parken                                       | The Horrors                                     |
| 28 octobre 2009                                          | Hambourg                     | Allemagne          | Color Line Arena                             | The Horrors                                     |
| 29 octobre 2009                                          | Berlin                       | Allemagne          | O2 World                                     | The Horrors                                     |
| 31 octobre 2009                                          | Liévin                       | France             | Stade couvert régional                       | The Horrors                                     |
| 1er novembre 2009                                        | Amnéville                    | France             | Le Galaxie                                   | The Horrors                                     |
| 2 novembre 2009                                          | Anvers                       | Belgique           | Sportpaleis                                  | The Horrors                                     |
| 4 novembre 2009                                          | Sheffield                    | Royaume-Uni        | Sheffield Arena                              | The Big Pink                                    |
| 5 novembre 2009                                          | Liverpool                    | Royaume-Uni        | Echo Arena                                   | The Big Pink                                    |
| 6 novembre 2009                                          | Dublin                       | Irlande            | The O2                                       | The Big Pink                                    |
| 9 novembre 2009                                          | Glasgow                      | Royaume-Uni        | SECC                                         | The Big Pink                                    |
| 10 novembre 2009                                         | Birmingham                   | Royaume-Uni        | NIA                                          | The Big Pink                                    |
| 12 novembre 2009                                         | Londres                      | Royaume-Uni        | O2 Arena                                     | The Big Pink                                    |
| 13 novembre 2009                                         | Londres                      | Royaume-Uni        | O2 Arena                                     | The Big Pink                                    |
| 14 novembre 2009                                         | Rotterdam                    | Pays-Bas           | Ahoy                                         | Biffy Clyro                                     |
| 16 novembre 2009                                         | Cologne                      | Allemagne          | Lanxess Arena                                | Biffy Clyro                                     |
| 17 novembre 2009                                         | Paris                        | France             | Bercy                                        | Biffy Clyro                                     |
| 18 novembre 2009                                         | Zurich                       | Suisse             | Hallenstadion                                | Biffy Clyro                                     |
| 20 novembre 2009                                         | Munich                       | Allemagne          | Olympiahalle                                 | Biffy Clyro                                     |
| 21 novembre 2009                                         | Bologne                      | Italie             | Futurshow Station                            | Biffy Clyro                                     |
| 22 novembre 2009                                         | Lyon                         | France             | Halle Tony-Garnier                           | Biffy Clyro                                     |
| 25 novembre 2009                                         | Toulouse                     | France             | Zénith                                       | Biffy Clyro                                     |
| 24 novembre 2009                                         | Barcelone                    | Espagne            | Pavello Olimpic                              | Biffy Clyro                                     |
| 28 novembre 2009                                         | Madrid                       | Espagne            | Palacio de deportes                          | Biffy Clyro                                     |
| 29 novembre 2009                                         | Lisbonne                     | Portugal           | Atlantico Pavilhao                           | Biffy Clyro                                     |
| 1er décembre 2009                                        | Limoges                      | France             | Zénith                                       | Biffy Clyro                                     |
| 2 décembre 2009                                          | Dijon                        | France             | Zénith                                       | Biffy Clyro                                     |
| 4 décembre 2009                                          | Turin                        | Italie             | Palasport Olimpico                           | Biffy Clyro                                     |
| Amérique du Nord                                         |                              |                    |                                              |                                                 |
| 11 décembre 2009                                         | Oakland                      | États-Unis         | Oracle Arena                                 | Varié                                           |
| 12 décembre 2009                                         | Las Vegas                    | États-Unis         | The Joint                                    | Varié                                           |
| 13 décembre 2009                                         | Los Angeles                  | États-Unis         | Gibson Amphitheatre                          | Varié                                           |
| 15 décembre 2009                                         | Seattle                      | États-Unis         | WaMu Theater                                 | Varié                                           |
| Asie/Océanie                                             |                              |                    |                                              |                                                 |
| 7 janvier 2010                                           | Séoul                        | Corée du Sud       | Olympic Park                                 | Aucune                                          |
| 9 janvier 2010                                           | Osaka                        | Japon              | Osaka-jo Hall                                | Aucune                                          |
| 11 janvier 2010                                          | Nagoya                       | Japon              | Aichi Prefectural Gymnasium                  | Aucune                                          |
| 12 janvier 2010                                          | Tokyo                        | Japon              | Budokan                                      | Aucune                                          |
| 15 janvier 2010                                          | Auckland                     | Nouvelle-Zélande   | Big Day Out                                  | Varié                                           |
| 17 janvier 2010                                          | Gold Coast                   | Australie          | Big Day Out                                  | Varié                                           |
| 22 janvier 2010                                          | Sydney                       | Australie          | Big Day Out                                  | Varié                                           |
| 26 janvier 2010                                          | Melbourne                    | Australie          | Big Day Out                                  | Varié                                           |
| 29 janvier 2010                                          | Adelaide                     | Australie          | Big Day Out                                  | Varié                                           |
| 31 janvier 2010                                          | Perth                        | Australie          | Big Day Out                                  | Varié                                           |
| 3 février 2010                                           | Singapour                    | Singapour          | Singapore Indoor Stadium                     | Saosin, Rise Against                            |
| 6 février 2010                                           | Lantau                       | Hong Kong          | Asia World Expo                              | Aucune                                          |
| Amérique du Nord                                         |                              |                    |                                              |                                                 |
| 27 février 2010                                          | Atlanta                      | États-Unis         | Gwinnett Center                              | Silversun Pickups                               |
| 1er mars 2010                                            | Fairfax                      | États-Unis         | Patriot Center                               | Silversun Pickups                               |
| 2 mars 2010                                              | Philadelphie                 | États-Unis         | Wachovia Center                              | Silversun Pickups                               |
| 3 mars 2010                                              | Baltimore                    | États-Unis         | 1st Marina Arena                             | Silversun Pickups                               |
| 5 mars 2010                                              | New York                     | États-Unis         | Madison Square Garden                        | Silversun Pickups                               |
| 6 mars 2010                                              | Boston                       | États-Unis         | TD Garden                                    | Silversun Pickups                               |
| 8 mars 2010                                              | Toronto                      | Canada             | Air Canada Centre                            | Silversun Pickups                               |
| 10 mars 2010                                             | Montréal                     | Canada             | Centre Bell                                  | Silversun Pickups                               |
| 12 mars 2010                                             | Chicago                      | États-Unis         | United Center                                | Silversun Pickups                               |
| 13 mars 2010                                             | Détroit                      | États-Unis         | Palace of Auburn Hills                       | Silversun Pickups                               |
| 15 mars 2010                                             | Nashville                    | États-Unis         | Bridgestone Arena                            | Silversun Pickups                               |
| 17 mars 2010                                             | Dallas                       | États-Unis         | Fort Worth Convention Center                 | Silversun Pickups                               |
| 18 mars 2010                                             | Houston                      | États-Unis         | Toyota Center                                | Silversun Pickups                               |
| 19 mars 2010                                             | Austin                       | États-Unis         | SXSW Festival                                | Silversun Pickups                               |
| 28 mars 2010                                             | Edmonton                     | Canada             | Rexall Place                                 | Silversun Pickups                               |
| 29 mars 2010                                             | Calgary                      | Canada             | Pengrowth Saddledome                         | Silversun Pickups                               |
| 1er avril 2010                                           | Vancouver                    | Canada             | Pacific Coliseum                             | Silversun Pickups                               |
| 2 avril 2010                                             | Seattle                      | États-Unis         | Key Arena                                    | Silversun Pickups                               |
| 3 avril 2010                                             | Portland                     | États-Unis         | Rose Garden Arena                            | Silversun Pickups                               |
| 5 avril 2010                                             | Salt Lake City               | États-Unis         | The E Center                                 | Silversun Pickups                               |
| 6 avril 2010                                             | Denver                       | États-Unis         | Odeum Colorado                               | Silversun Pickups                               |
| 9 avril 2010                                             | Phoenix                      | États-Unis         | US Airways Center                            | Silversun Pickups                               |
| 10 avril 2010                                            | Las Vegas                    | États-Unis         | Mandalay Bay Events Center                   | Silversun Pickups                               |
| 11 avril 2010                                            | Tucson                       | États-Unis         | Pima County Fairgrounds                      | Silversun Pickups                               |
| 14 avril 2010                                            | San Francisco                | États-Unis         | Oracle Arena                                 | Silversun Pickups                               |
| 17 avril 2010                                            | Indio                        | États-Unis         | Coachella Festival                           | Silversun Pickups                               |
| 20 avril 2010                                            | Mexico                       | Mexique            | Foro Sol                                     | Silversun Pickups                               |
| Europe                                                   |                              |                    |                                              |                                                 |
| 25 mai 2010                                              | Paris                        | France             | Casino de Paris                              | Aucune                                          |
| 27 mai 2010                                              | Lisbonne                     | Portugal           | Rock in Rio                                  | Varié                                           |
| 2 juin 2010                                              | Berne                        | Suisse             | Stade de Suisse                              | Editors, The Big Pink                           |
| 5 juin 2010                                              | Nürburg                      | Allemagne          | Rock am Ring                                 | Varié                                           |
| 6 juin 2010                                              | Nuremberg                    | Allemagne          | Rock im Park                                 | Varié                                           |
| 8 juin 2010                                              | Milan                        | Italie             | San Siro Stadium                             | Kasabian Friendly Fires, Calibro 35             |
| 11 juin 2010                                             | Paris                        | France             | Stade de France                              | I Am Arrows, The Big Pink, Editors              |
| 12 juin 2010                                             | Paris                        | France             | Stade de France                              | Kasabian, White Lies, DeVotchKa                 |
| 16 juin 2010                                             | Madrid                       | Espagne            | Estadio Vicente Calderon                     | Editors, The Big Pink                           |
| 19 juin 2010                                             | Nimègue                      | Pays-Bas           | Goffertpark                                  | Editors, Ghinzu                                 |
| 26 juin 2010                                             | Glastonbury                  | Royaume-Uni        | festival de Glastonbury                      | Varié                                           |
| 29 juin 2010                                             | Arendal                      | Norvège            | Hove Festival                                | Varié                                           |
| 1er juillet 2010                                         | Werchter                     | Belgique           | Rock Werchter                                | Varié                                           |
| 3 juillet 2010                                           | Roskilde                     | Danemark           | Roskilde Festival                            | Varié                                           |
| 5 juillet 2010                                           | Hradec Králové               | République tchèque | Rock for People                              | Varié                                           |
| 9 juillet 2010                                           | Kinross                      | Royaume-Uni        | T in the Park                                | Varié                                           |
| 10 juillet 2010                                          | Naas                         | Irlande            | Oxegen festival                              | Varié                                           |
| 15 juillet 2010                                          | Carhaix                      | France             | Festival des Vieilles Charrues               | Varié                                           |
| 17 juillet 2010                                          | Salacgrīva                   | Lettonie           | Positivus festival                           | Varié                                           |
| 19 juillet 2010                                          | Helsinki                     | Finlande           | Kaisaniemi Park                              | White Lies, Manna                               |
| 23 juillet 2010                                          | Bergen                       | Norvège            | Bergenhus Festning                           | White Lies, Magnet                              |
| Asie                                                     |                              |                    |                                              |                                                 |
| 30 juillet 2010                                          | Niigata                      | Japon              | Naeba Ski Resort                             | Varié                                           |
| 1er août 2010                                            | Séoul                        | Corée du Sud       | Jisan Valley rock Festival                   | Varié                                           |
| Europe                                                   |                              |                    |                                              |                                                 |
| 15 août 2010                                             | Budapest                     | Hongrie            | Sziget Festival                              | Varié                                           |
| 19 août 2010                                             | Sankt Pölten                 | Autriche           | Frequency Festival                           | Varié                                           |
| 21 août 2010                                             | Cracovie                     | Pologne            | Coke Live Festival                           | Varié                                           |
| 27 août 2010                                             | Saint-Jacques-de-Compostelle | Espagne            | Festival Xacobeo                             | Varié                                           |
| 4 septembre 2010                                         | Manchester                   | Royaume-Uni        | Old Trafford Cricket Ground                  | Editors, Band of Skulls, Pulled Apart by Horses |
| 10 septembre 2010                                        | Londres                      | Royaume-Uni        | Wembley Stadium                              | Lily Allen, The Big Pink, White Rabbits         |
| 11 septembre 2010                                        | Londres                      | Royaume-Uni        | Wembley Stadium                              | Biffy Clyro, White Lies, I Am Arrows            |
| Amérique du Nord                                         |                              |                    |                                              |                                                 |
| 22 septembre 2010                                        | San Diego                    | États-Unis         | Viejas Arena                                 | Passion Pit                                     |
| 23 septembre 2010                                        | Anaheim                      | États-Unis         | Honda Center                                 | Passion Pit                                     |
| 25 septembre 2010                                        | Los Angeles                  | États-Unis         | Staples Center                               | Passion Pit                                     |
| 26 septembre 2010                                        | Los Angeles                  | États-Unis         | Staples Center                               | Passion Pit                                     |
| 28 septembre 2010                                        | Sacramento                   | États-Unis         | Arco Arena                                   | Passion Pit                                     |
| 1er octobre 2010                                         | Rio Rancho                   | États-Unis         | Santa Ana Star Center                        | Passion Pit                                     |
| 2 octobre 2010                                           | Denver                       | États-Unis         | Pepsi Center                                 | Passion Pit                                     |
| 5 octobre 2010                                           | Minneapolis                  | États-Unis         | Target Center                                | Passion Pit                                     |
| 6 octobre 2010                                           | Milwaukee                    | États-Unis         | Bradley Center                               | Passion Pit                                     |
| 8 octobre 2010                                           | Oklahoma City                | États-Unis         | Ford Center                                  | Passion Pit                                     |
| 9 octobre 2010                                           | Austin                       | États-Unis         | Austin City Limits                           | Varié                                           |
| 11 octobre 2010                                          | Cincinnati                   | États-Unis         | U.S. Bank Arena                              | Metric                                          |
| 12 octobre 2010                                          | Columbus                     | États-Unis         | Value City Arena                             | Metric                                          |
| 21 octobre 2010                                          | Québec                       | Canada             | Colisée Pepsi                                | Metric                                          |
| 23 octobre 2010                                          | Uniondale                    | États-Unis         | Nassau Coliseum                              | Metric                                          |
| 24 octobre 2010                                          | Newark                       | États-Unis         | Prudential Center                            | Metric                                          |
| 26 octobre 2010                                          | Raleigh                      | États-Unis         | RBC Center                                   | Metric                                          |
| 27 octobre 2010                                          | Charlottesville              | États-Unis         | John Paul Jones Arena                        | Metric                                          |
| 29 octobre 2010                                          | La Nouvelle-Orléans          | États-Unis         | Voodoo                                       | Varié                                           |
| 30 octobre 2010                                          | La Nouvelle-Orléans          | États-Unis         | Voodoo                                       | Varié                                           |
| 31 octobre 2010                                          | La Nouvelle-Orléans          | États-Unis         | Voodoo                                       | Varié                                           |
| Océanie                                                  |                              |                    |                                              |                                                 |
| 5 décembre 2010                                          | Brisbane                     | Australie          | Entertainment Centre                         | Dead Letter Circus                              |
| 6 décembre 2010                                          | Brisbane                     | Australie          | Entertainment Centre                         | Dead Letter Circus                              |
| 9 décembre 2010                                          | Sydney                       | Australie          | Acer Arena                                   | Biffy Clyro                                     |
| 10 décembre 2010                                         | Sydney                       | Australie          | Acer Arena                                   | Biffy Clyro                                     |
| 14 décembre 2010                                         | Melbourne                    | Australie          | Rod Laver Arena                              | Biffy Clyro                                     |
| 15 décembre 2010                                         | Melbourne                    | Australie          | Rod Laver Arena                              | Biffy Clyro                                     |
| 19 décembre 2010                                         | Perth                        | Australie          | Bassendean Oval                              | Biffy Clyro                                     |
| Amérique du Sud (première partie du U2 360° Tour de U2)  |                              |                    |                                              |                                                 |
| 25 mars 2011                                             | Santiago du Chili            | Chili              | Estadio Nacional de Chile                    | Aucune                                          |
| 30 mars 2011                                             | La Plata                     | Argentine          | Stade Ciudad de La Plata                     | Aucune                                          |
| 2 avril 2011                                             | La Plata                     | Argentine          | Stade Ciudad de La Plata                     | Aucune                                          |
| 9 avril 2011                                             | São Paulo                    | Brésil             | Stade Cícero Pompeu de Toledo                | Aucune                                          |
| 10 avril 2011                                            | São Paulo                    | Brésil             | Stade Cícero Pompeu de Toledo                | Aucune                                          |
| 13 avril 2011                                            | São Paulo                    | Brésil             | Stade Cícero Pompeu de Toledo                | Aucune                                          |
| Europe                                                   |                              |                    |                                              |                                                 |
| 20 mai 2011                                              | Saint-Pétersbourg            | Russie             | Complexe sportif et scénique pétersbourgeois |                                                 |
| 22 mai 2011                                              | Moscou                       | Russie             | Olimpiisky Indoor Arena                      |                                                 |
| 24 mai 2011                                              | Kiev                         | Ukraine            | Sport Palace                                 |                                                 |
| Amérique du Nord                                         |                              |                    |                                              |                                                 |
| 30 juillet 2011                                          | Los Angeles                  | États-Unis         | LA Rising                                    |                                                 |
| 03 aout 2011                                             | Indianapolis                 | États-Unis         | Verizon Wireless Music Center                |                                                 |
| 05 aout 2011                                             | Chicago                      | États-Unis         | Lollapalooza                                 |                                                 |
| 06 aout 2011                                             | Kansas City                  | États-Unis         | Kanrocksas                                   |                                                 |
| 13 aout 2011                                             | San Francisco                | États-Unis         | Outside Lands Festival                       |                                                 |
| Europe                                                   |                              |                    |                                              |                                                 |
| 26 aout 2011                                             | Leeds                        | Royaume-Uni        | Leeds Festival                               |                                                 |
| 28 aout 2011                                             | Reading                      | Royaume-Uni        | Reading Festival                             |                                                 |